# David Almond
David Almond FRSL (* 15. května 1951, Newcastle upon Tyne) je britský spisovatel, autor románů pro děti a mládež.
David Almond bývá označován za „Astrid Lindgrenovou raného 21. století“. Dvojnásobný držitel britské medaile Andrewa Carnegieho i Whitbreadovy ceny byl v dubnu 2010 poctěn nejvyšším vyznamenáním v oboru literatury pro děti a mládež – Cenou Hanse Christiana Andersena.

## Raný život a vzdělání
Almond se narodil v Newcastle upon Tyne v roce 1951 a dětství prožil v malém hornickém městě Felling. Vyrůstal v katolické rodině spolu se čtyřmi sestrami a jedním bratrem. Jeho otec pracoval jako vedoucí kanceláře v továrně, a jeho matka jako stenografka. Už od dětství toužil stát se spisovatelem.
Vystudoval Univerzitu ve východní Anglii (University of East Anglia) a Newcastle Polytechnic. Po absolvování univerzity se živil jako učitel.

## Dílo
•	Sleepless Nights (Cullercoats, Tyne and Wear: Iron    Press, 1985)